# Santa Rosa Island
Santa Rosa Island (hiszp. Isla de Santa Rosa) – druga pod względem powierzchni wyspa spośród Channel Islands w Kalifornii, zajmująca obszar 215,27 km². Położona jest około 42 km od wybrzeża Santa Barbara w Kalifornii, w obrębie hrabstwa Santa Barbara i wchodzi w skład Parku Narodowego Channel Islands.
Wyspa Santa Rosa jest miejscem występowania rzadkiej sosny Pinus torreyana, która w naturze rośnie jedynie w dwóch lokalizacjach.

## Geografia
Wyspa o silnie pofałdowanej rzeźbie pociętej głębokimi kanionami. Najwyższym wzniesieniem jest szczyt Vail Peak, osiągający wysokość 484 m. W okresie ostatniego zlodowacenia cztery północne Wyspy Channel, w tym wyspa Santa Rosa, stanowiły połączony ląd, określany jako Santa Rosae, oddalony o 8 km od wybrzeża kontynentalnego.

## Ekologia i klimat
Na wyspie rośnie Pinus torreyana, populacja tego gatunku zagrożonego szacowana jest na około 1000 drzew. Na wyspie rośnie także Quercus tomentella o niewielkim zasięgu.
Gęsi nielotne, myszoryjki i mamuty karłowate wymarły, na wyspie występują nadal takie gatunki jak urocjon wyspowy, skunksik plamisty i Dudleya gnoma. Wyspa jest domem dla jednej z zaledwie trzech znanych populacji Boechera hoffmannii.
Wody ją otaczające służą jako istotne siedlisko dla bogatej bioty morskiej, w tym stanowiącej pożywienie dla większych ssaków morskich i ptaków morskich. Żarłacze białe, w tym niektóre osobniki dorosłe o długości ponad 4,5 metra, są tu dość powszechne.
Rzadki endemiczny porost Caloplaca obamae, odkryty w 2007 roku i opisany przez Kerry Knudsen w 2009 roku, upamiętnia prezydenta Stanów Zjednoczonych Baracka Obamę.
Wyspa Santa Rosa charakteryzuje się klimatem śródziemnomorskim typu umiarkowanego (Csb w klasyfikacji klimatów Köppena).
| Miesiąc                                     | Sty  | Lut  | Mar  | Kwi  | Maj  | Cze  | Lip  | Sie  | Wrz  | Paź  | Lis  | Gru  | Roczna |
| ------------------------------------------- | ---- | ---- | ---- | ---- | ---- | ---- | ---- | ---- | ---- | ---- | ---- | ---- | ------ |
| Średnie dobowe temperatury [°C]             | 15,2 | 14,6 | 14,7 | 14,9 | 15,7 | 17,3 | 19,5 | 20,3 | 21,6 | 20,7 | 18,0 | 15,1 | 17,3   |
| Opady [mm]                                  | 47   | 69   | 42   | 19   | 6,6  | 2,5  | 1,8  | 1,5  | 2,8  | 8,9  | 19   | 46   | 267    |
| Źródło: WRCC (normals 1933–1976) 2024-12-29 |      |      |      |      |      |      |      |      |      |      |      |      |        |